# Georges Dallemagne
Pour les articles homonymes, voir Dallemagne.
 (mai 2016).
Si vous disposez d'ouvrages ou d'articles de référence ou si vous connaissez des sites web de qualité traitant du thème abordé ici, merci de compléter l'article en donnant les références utiles à sa vérifiabilité et en les liant à la section « Notes et références ».
Georges Dallemagne, né le 17 janvier 1958 à Fataki (Est du Congo belge), est un homme politique belge.

## Biographie
Georges Dallemagne, né le 17 janvier 1958 à Fataki (Est du Congo belge).

### Etudes
Georges Dallemagne est diplômé en médecine de l'Université Catholique de Louvain en 1982. Il se spécialise en médecine tropicale à l'Institut de Médecine Tropicale d'Anvers en 1983, avant de poursuivre des études en épidémiologie et biostatistique en France.
Il obtient en 1997 une maîtrise en management des institutions de soins de santé à l'Université Libre de Bruxelles, et une maîtrise en politique internationale au Centre d’Études et de Recherches Internationales et Stratégiques de la même université.

### Carrière
Docteur en médecine et ancien directeur des opérations, Georges Dallemagne exerce sur le terrain en Afrique et en Asie avec Médecins sans frontières. D'abord médecin,  c'est dans l'aide humanitaire et la coopération internationale qu'il bâtit une grande partie de sa carrière. Il commence donc sa carrière avec Médecins Sans Frontières (MSF) où il travaille pendant 13 ans. Il occupe divers rôles, notamment directeur des opérations, directeur général adjoint, et responsable des programmes en Asie, Afrique et les Balkans. Ses responsabilités incluent la gestion de crises humanitaires majeures, telles que la famine en Éthiopie,, le génocide au Rwanda, la guerre en ex-Yougoslavie, le massacre de sebérinksa, le génocide des cambodgiens par le Khmers rouges, la guerre en Irak, les tueries au Congo.
Il est ensuite directeur général de Handicap International où il développe notamment des programmes pour les victimes des mines antipersonnel dans des pays comme le Liberia, le Laos, le Cambodge et la République Démocratique du Congo. Alors qu’il est directeur d’Handicap International, cette organisation reçoit le prix Nobel de la Paix.
Il est député fédéral belge du 20 mars 2008 au 6 mai 2010 et ensuite à partir du 6 décembre 2011 en remplacement de Joëlle Milquet, nommée au gouvernement fédéral, et ce jusqu'en mai 2013.
Il est ensuite sénateur (du 13 juin 1999 au 18 mai 2003 et du 12 juillet 2007 au 20 mars 2008), échevin des propriétés communales, des sports et de la propreté publique (2001-2004) et ancien conseiller communal (2001-2004 et décembre 2006 - mars 2007) de la ville de Bruxelles.
Il est membre du Centre démocrate humaniste, dénommé Parti social-chrétien jusqu’en 2002.
Le 16 mai 2013, il devient député fédéral en remplacement de Myriam Delacroix-Rolin, démissionnaire, et ce jusqu'au 25 mai 2014.
En juillet 2014, il supplée comme député fédéral Céline Fremault devenue ministre bruxelloise.
Il se rend en Syrie en 2015 et assure les autorités de ce pays de sa solidarité face au terrorisme. Cette prise de position vaut à Georges Dallemagne des accusations en complaisance à l'égard du régime de Bachar el-Assad.
De sa création en janvier 2020 jusqu'en octobre 2021, Georges Dallemagne fut membre de L'Observatoire des fondamentalismes, créé à Bruxelles par Fadila Maaroufi.
En 2023, il déclare mettre fin à sa carrière parlementaire et ne se représente pas aux élections de 2024.
En 2024, Georges Dallemagne est élu échevin à Woluwe-Saint-Pierre.

## Polémique sur le voile islamique
En mai 2021, Georges Dallemagne est co-auteur de l'ouvrage Cachez cet islamisme ; Voile et laïcité à l’épreuve de la cancel culture.
Le 29 mai 2021, au cours d’une interview accordée à la radio la Première, il affirme que « [s]i le voile n’était que la revendication d’une affirmation ou d’une religion, il ne poserait pas de problème. En fait, à travers le voile, il y a aussi une revendication politique, radicale, qui ne veut pas de notre modèle de société, ne veut pas de nos valeurs, et les combat. » Joëlle Milquet, ancienne présidente du cdH, y réagit sur Twitter, déclarant que « [c]ette manière simpliste de généraliser les choix d'un grand nombre de femmes belges comme synonymes d'un refus de nos valeurs et de notre société n'est juste pas acceptable et me fait penser à des propos extrêmes entendus ailleurs. » Maxime Prévot tente d’éteindre la polémique en exprimant une position similaire à celle de Georges Dallemagne, mais ses propos sont assimilés à un recadrage du député.
Georges Dallemagne « abuse de sa fonction de député fédéral pour mener, au nom d’une lutte contre le radicalisme religieux, une campagne d’amalgames, ciblant les musulmans (...). Ses propos manquent de nuances et renforcent encore plus un climat de suspicion islamophobe. » Selon Véronique Lefrancq et Ahmed El Khannouss pointent une accumulation de « dérapages » perçus comme autant d’attaques stigmatisantes et sans nuances contre l’islam et les musulmans. Ahmed El Khannouss est exclu du parti par la suite pour ses accointances avec l'islamisme et ses propos antisémites.
Au cours d’une réunion de parti, Georges Dallemagne reçoit le soutien de Benoît Lutgen, André Antoine, et de Christophe De Beukelaer et le 7 juin 2021, le bureau du CDH apporte un large soutien aux propos de Georges Dallemagne.

## Publication
- Le clandestin de Daech : l’histoire d’Oussama Atar, cerveau des attentats de Paris et de Bruxelles., Aux éditions Kennes, 2021 (ISBN 9782380751420)
- Chrétiens d'Orient, mon amour. Aux éditions Mardaga, 2018  (ISBN 2804706494)
- La Belgique face au radicalisme. Comprendre et agir. Aux éditions Presses Universitaires de Louvain, 2016  (ISBN 9782875584441)

- avec Nadia Geerts, Fadila Maaroufi, Karan Mersch, Céline Pina et Marcel Sel (sous la direction de Florence Bergeaud-Blackler et Pascal Hubert ; préface d'Élisabeth Badinter), Cachez cet islamisme ; Voile et laïcité à l’épreuve de la cancel culture, Paris, La Boîte à Pandore, 2021 (ISBN 978-2875574879)